# 中華丼

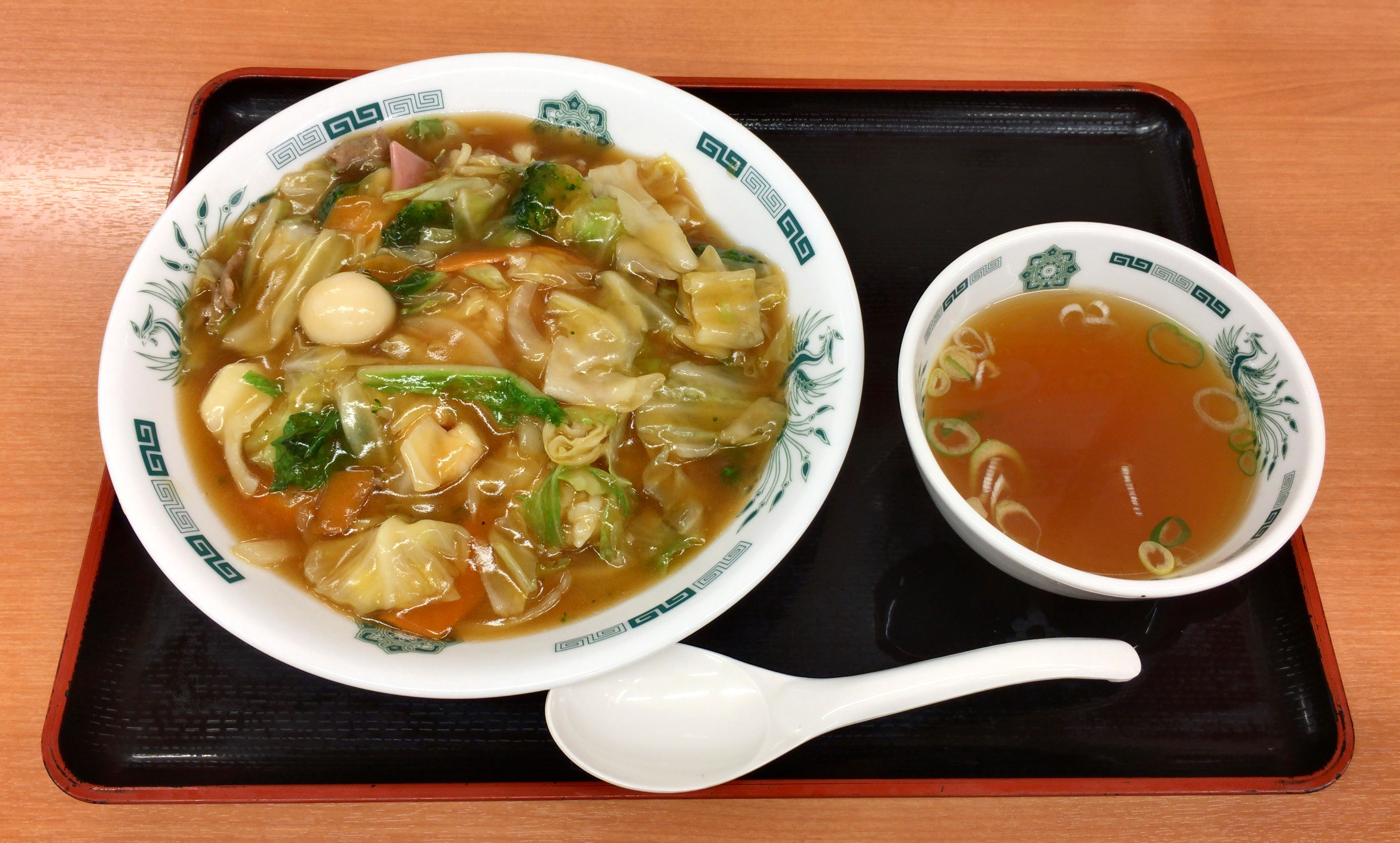
中華丼

中華丼（ちゅうかどん、ちゅうかどんぶり）は、白飯の上に八宝菜を盛りつけた日本式中華料理。

## 歴史
中国では昔から、八宝菜をご飯にかけて食べる人が多数いたが、あまり上品とはされていなかった。中華丼としての成立は日本が発祥とされ、「中華丼」という名称も、浅草来々軒の作とする説がある。
「中華丼」の登場する文献としては、昭和3年（1928年）発刊の『一年中朝昼晩のお惣菜と支那、西洋料理の拵え方：美味しく出来る家庭向き』（大日本家庭料理研究会編、中央書院）に「中華丼」としてレシピが掲載されている。また、『古川ロッパ昭和日記』（古川ロッパ）には昭和9年（1934年）5月2日に「来々軒の雲呑と中華丼を食った」旨の記述がある。遅くとも昭和初期には「中華丼」として普及していたものと類推される。

## 中国の類似する「あんかけご飯」料理
中国では、餡かけご飯全般を燴飯（烩飯、フイファン）と呼び、中国のほかシンガポールをはじめとする華人のいる東南アジアの中華圏において広く食されている。バリエーションは什錦燴飯（五目飯）や海鮮燴飯（三鮮会飯、三鮮蓋飯）、牛肉燴飯、福建炒飯など多数ある。
また、中国語圏ではカレーライスも燴飯の類似料理と考えられており、咖哩飯（カリーファン）、咖哩燴飯（カリーフイファン）、日式咖喱飯と呼ばれる。